# Пабо Опора Британии
Пабо ап Артуис или Пабо Опора Британии (ок.450 или ок. 474—9 ноября 530) — король Пеннинов (ок. 500 — ок. 525), святой. День памяти — 9 ноября.

## Биография
Пабо родился в семье правителя Пеннинов Артуиса ап Мора во времена, когда шла недавно начавшаяся война с англо-саксами. 
Он считается знаменитым героем Северной Британии, хотя о нем сейчас мало что известно, и он упоминается главным образом как отец Динода Фура, Сауила Бенисела, Керуида и Ардин Бенасгел, жены Брохвайла Искитрога. Самые ранние генеалогические источники делают его сыном Кенеу. Однако «Bonedd Gwŷr y Gogledd» делают его сыном Артуиса. Эта более длинная версия была скопирована в поздних версиях тракта «Hanesyn Hen». Существует мало сомнений в том, что более ранняя версия является более правильной, будучи хронологически более удовлетворительной.
В 500 году он стал королём Пеннинов. Возможно, он был современником Короля Артура, и также как он был хорошим воином и полководцем. Своё прозвище — Опора Британии — он получил за отражения нескольких набегов пиктов и англо-саксов. 
Под конец жизни он стал очень религиозен, отрёкся от престола, разделив королевство между сыновьями, и удалился в Гвинед. Поселившись на острове Мона (совр. Англси), он построил церковь  в Лланабо, где находится его могила.
Тропарь, глас 8:

Revered "Pillar of Northern Britain" and Light of Monastics, O Father Pabo,
leaving thy family and homeland, thou didst found on Anglesey a house of prayer.
May thy example inspire us, O holy one, to respect the monastic virtues
which attain to the salvation of souls.